# Skipovac Donji
Skipovac Donji je naseljeno mjesto u sastavu općine Doboj, Republika Srpska, BiH.

## Povijest
Skipovac Donji se do rata nalazio u sastavu općine Gračanica.

## Stanovništvo
| Skipovac Donji     |              |
| godina popisa      | 1991.        |
| Srbi               | 457 (92,70%) |
| Muslimani          | 0            |
| Hrvati             | 0            |
| Jugoslaveni        | 2 (0,41%)    |
| ostali i nepoznato | 34 (6,89%)   |
| ukupno             | 493          |